# Alleyne Francique
Alleyne Francique (ur. 7 czerwca 1976) – lekkoatleta z Grenady, specjalizujący się w biegu na 400 m, trzykrotny olimpijczyk (1996, 2004, 2008).
Jego pierwszym dużym osiągnięciem było zajęcie trzeciego miejsca w pierwszej edycji Światowego Finału IAAF w (Monako 2003). Otrzymał także brązowy medal igrzysk panamerykańskich w Santo Domingo (w biegu na 400 m). W 2004 zdobył złoty medal halowych mistrzostw świata w biegu na 400 m. Tego samego roku zajął 4. miejsce w finałowym biegu na Igrzyskach Olimpijskich w Atenach. 
W 2005 nie powiódł mu się start na mistrzostwach świata, gdzie dotarł jedynie do półfinału. Za to roku później udało mu się obronić tytuł halowego mistrza świata w biegu na 400 m. W 2006 zdobył jeszcze srebrny medal Igrzysk Wspólnoty Narodów.
Jego rekord życiowy w biegu na 400 m na stadionie wynosi 44,47 sek. (były rekord Grenady, 2004), zaś w hali 45,35 (były rekord Grenady, 2002).